# 片岡誠人
片岡 誠人（かたおか まさと、1977年9月7日 - ）は、兵庫県出身のブラジリアン柔術家。リバーサルジム東京スタンドアウト代表。

## 略歴
1999年10月、ブラジリアン柔術を始める。2000年、青帯を取得。2002年、国内の大会で優勝、紫帯を取得。2005年1月には茶帯を取得し、3月にブラジルへ渡り、12月に黒帯を取得した。その後、総合格闘技に参加するが、6戦4勝の成績を残し、ジムトレーナーに転身。リバーサル格闘技ジムで柔術を指導していた。2011年にはリバーサル格闘技ジムの経営を引き継ぎ、現在はリバーサルジム東京スタンドアウトの代表としてジム経営を行なっている。
2020年にはYoutubeでタレントの澁谷果歩に武術を教えたことで香港メディアに取り上げられた。

## 戦績

### 個人戦
- Gi-06 ペナ級ワールドカップ - 3位[3]

### 団体戦
- 全日本チーム柔術ジャンボリー2004　- 優勝[4]